# Hỏa hoàng lá cong
Hỏa hoàng lá cong (danh pháp hai phần: Ascocentrum curvifolium) là một loài thực vật thuộc họ Lan.
Cây phân bố từ Nam Á đến Đông Nam Á. Tại Việt Nam, cây có mặt ở khu vực Đông Nam Bộ.

## Hình ảnh

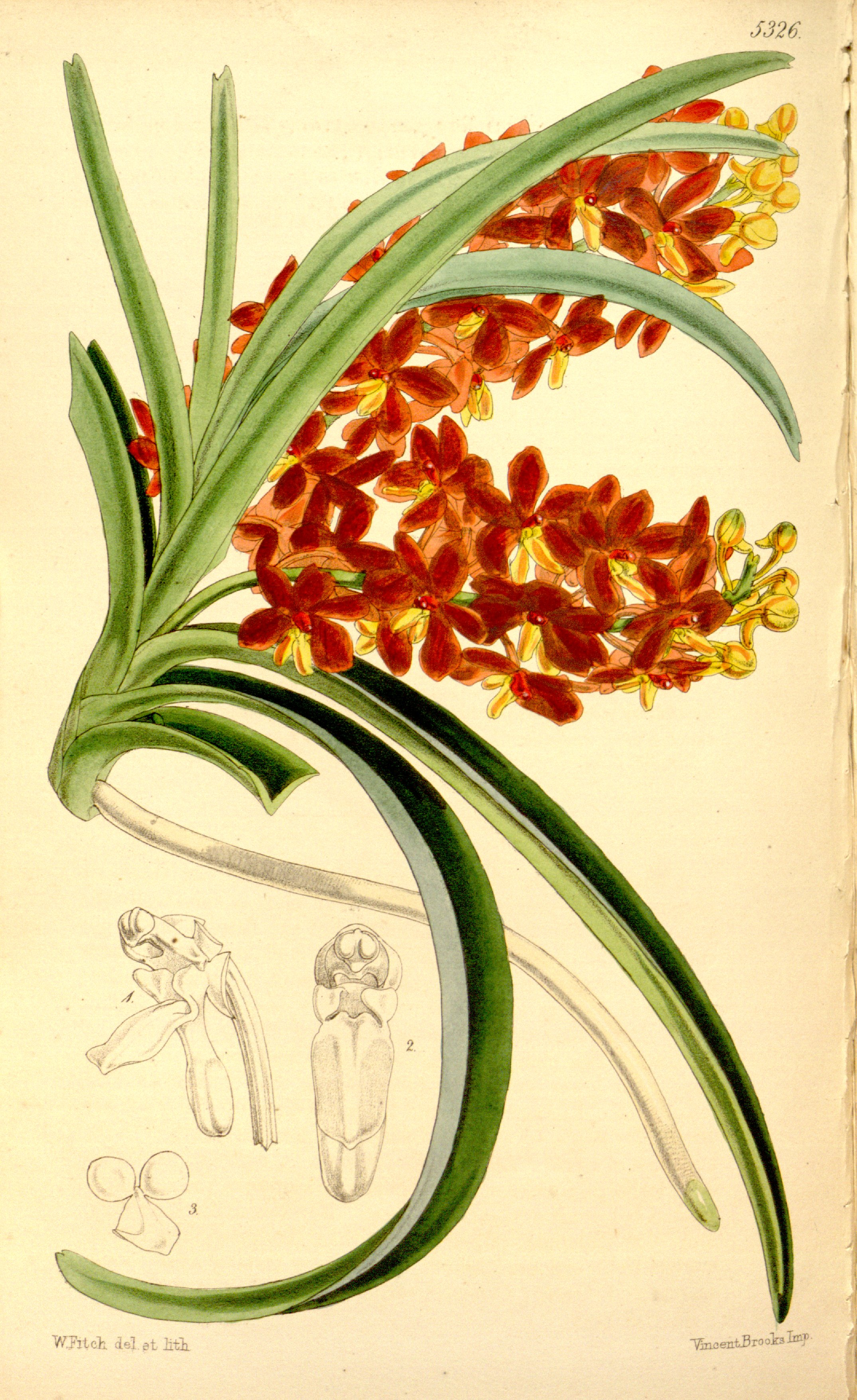